# Tomicodon myersi
Tomicodon myersi е вид лъчеперка от семейство Gobiesocidae. Видът не е застрашен от изчезване.

## Разпространение и местообитание
Разпространен е в Гватемала, Колумбия, Коста Рика, Мексико, Никарагуа, Панама, Салвадор и Хондурас.
Обитава крайбрежията и скалистите дъна на морета, заливи и рифове в райони с тропически и субтропичен климат. Среща се на дълбочина от 1 до 4 m, при температура на водата около 24,6 °C и соленост 34,6 ‰.